# 인천논현고등학교
인천논현고등학교(仁川論峴高等學校)는 대한민국 인천광역시 남동구 논현동에 위치한 공립 고등학교이다.

## 학교 연혁
- 2006년 2월 28일 : 학교설립 인가(10학급, 340명)
- 2006년 3월 1일 : 인천논현고등학교 개교, 초대 이흥식 교장 취임
- 2006년 3월 2일 : 제1회 입학식 (11학급 337명)
- 2011년 8월 16일 : 여자 단성학교 전환 승인 (2012학년도 신입생부터 적용)
- 2023년 3월 2일 : 제5대 곽치광 교장 취임
- 2023년 3월 2일 : 제18회 입학식 (10학급 298명)
- 2024년 2월 8일 : 제16회 졸업식 (9학급 247명) (총 졸업생수 4,749명)

## 참고 자료
- 인천논현고등학교 - 한국교육학술정보원 학교알리미